# زبقین
زبقین (به عربی: زبقين) یک منطقهٔ مسکونی در لبنان است که در شهرستان صور واقع شده‌است.
 زبقین ۱۴٫۵۷ کیلومتر مربع مساحت و ۳٬۰۰۰ نفر جمعیت دارد و ۳۹۰ متر بالاتر از سطح دریا واقع شده‌است.